# Cala Tamariua
La Cala Tamariua és una cala i platja del municipi del Port de la Selva (Alt Empordà), situada a la península del Cap de Creus, a un quilòmetre del nucli urbà. Està emmarcada entre el cap Mitjà i l'illa de Sant Andreu, al marge de llevant, i la punta del Bot Nou, al marge de ponent, dins del Parc Natural del Cap de Creus (el Parc abarca des de la punta del Bot Nou fins a la punta Falconera, a Roses). Està orientada al nord i queda molt protegida per les dues parets rocalloses que la flanquegen. Té una longitud de 79 m i una amplada mitjana de 22 m, formada per sorra de gra gruixut. S'hi practica el nudisme.
S'hi pot accedir en automòbil. Del costat de llevant de la platja sur el camí de ronda que arriba a les cales de Cativa, Torta i Fornells.
L'origen del nom Tamariua està relacionat amb l'abundància de tamarius a la zona, gràcies a l'aigua que proporcionen el rec de Puignau i el rec de la Tamariua quan plou.